# Польова Вікторія Валеріївна
Вікторія Валеріївна Польова (нар. 11 вересня 1962, Київ) — українська композиторка, член Національної спілки композиторів України. Лауреат Національної премії України імені Тараса Шевченка (2018)

## Біографія
Батько — композитор Валерій Петрович Польовий (1927—1986). Закінчила дитячу хорову студію «Щедрик» (1980), Київське державне вище музичне училище імені Рейнгольда Глієра (1984, історія та теорія музики), Київську державну консерваторію ім. П. І. Чайковського (1989, клас композиції проф. Івана Карабиця). У 1995 — асистентуру-стажування на кафедрі композиції Національної музичної академії України ім. Петра Чайковського (клас проф. Левка Колодуба). 1990—1998 — викладач кафедри композиції, 2000—2005 — кафедри музично-інформаційних технологій НМАУ ім. Петра Чайковського. З 2005 — на творчій роботі. У 2009, 2010 — куратор програм академічної музики фестивалю сучасного мистецтва Гогольfest.
2014 — член журі міжнародного конкурсу композиторів «Sacrarium» (Італія)
Працює у симфонічному, хоровому, камерно-інструментальному жанрах. Ранній період творчості Вікторії Польової пов'язаний із естетикою авангарду та полістилістикою (балет «Гагаку», «Трансформа» для симфонічного оркестру, «Anthem» для камерного оркестру, «Епіфанія» для камерного ансамблю, кантати «Ода Горація» і «Світе тихий»). З кінця 1990-х її музика стилістично тяжіє до так званого «сакральному мінімалізму» (Арво Пярт, Генрик Гурецький, Петеріс Васкс, Джон Тавенер). Значний період творчості Вікторії Польової пов'язаний із вивченням та втіленням у музиці богослужебних текстів.
Твори Вікторії Польової виконуються на таких сценах, як Бетховенський фестиваль у Бонні (Німеччина), Фестиваль камерної музики у Локенхаузі (Австрія), Фестиваль Юрія Башмета у Мінську (Білорусь), Пасхальний фестиваль Валерія Гергієва у Москві (Росія), фестиваль «Камерна музика поєднує світ» (Кронберг, Німеччина), Дрезденський музичний фестиваль, зали Берлінської та Кельнської філармоній (Німеччина), Театр Шатле (Париж, Франція), Рудольфінум-Дворжак зал (Прага, Чехія), Concert Auditorio Nacional de España (Мадрид, Іспанія), George Weston Recital Hall (Торонто, Канада), Yerba Buena Theater (Сан-Франциско, США), Oriental Art Center (Шанхай, Китай), Seoul Art Center (Корея), Esplanade Concert Hall (Сінгапур), фестивалі сучасної музики в Україні, РФ, Швеції, Фінляндії, Швейцарії, Італії, Франції, Польщі, ОАЕ, США, Перу, Чилі.
У 2010, поруч з такими композиторами, як Гія Канчелі, Валентин Сильвестров, Леонід Десятников, Олександр Раскатов, Олександр Вустін, Віктор Кісін та Георгс Пелеціс, Вікторія Польова взяла участь у міжнародному проекті Ґідона Кремера «Мистецтво інструментовки», присвяченому Йоганну Себастьяну Баху та Глену Гульду.
У 2011 Вікторія Польова на запрошення Ґідона Кремера стала композитором-резидентом XXX фестивалю камерної музики у Локенхаузі (Австрія).
Серед виконавців її творів: 

- скрипаль Ґідон Кремер, вібрафоніст Андрій Пушкарьов, гобоїст Олексій Огринчук, акордеоністка Ельсбет Мозер, камерний оркестр «Кремерата Балтика», камерне тріо «САТ», ансамблі «Нова музика в Україні», «Рикошет», струнний квартет «Гармонії світу», дует «Violoncellissimo» (Україна), Московський ансамбль сучасної музики (РФ), «Atros-trio», «Avalon-trio», «Zurich’ Ensemble of New Music» (Швейцарія), ансамбль «Accroche note» (Франція).
- диригенти Володимир Сіренко, Роман Кофман, Богодар Которович, Валерій Матюхін, Володимир Рунчак, Петро Товстуха, Ігор Андрієвський, Віктор Плоскіна, Наталія Пономарчук, Сімон Камартін;
- співаки Христина Далецька;
- хормейстери Ірина та Маріанна Сабліни, Галина Горбатенко, Микола Гобдич, Володимир Сивохіп, Дмитро Радик, Лариса Бухонська, Наталія Кречко, Оксана Нікітюк, Олена Радько, Богдан Пліш, Олена Соловей, Боріс Альварадо, Ірина Душейко;

Вікторія Польова — лауреатка Мистецької премії «Київ» ім. Артемія Веделя (2013), міжнародного конкурсу «Spherical Music» (США, 2008), Премія імені Бориса Лятошинського (2005), Всеукраїнського конкурсу композиторів «Псалми Третього Тисячоліття» (I премія, 2001), Премії ім. Левка Ревуцького (1995).
Її твори публікуються швейцарським видавництвом «Sordino Ediziuns Musicalas».

## Твори

### Сценічні твори
- 2021 "Дзеркало, Сни або Маленьке життя", балет для камерного оркестру

- 2020 "Безмежний острів", камерна опера для трьох голосів та камерного ансамблю
- 2012 «Ars Moriendi» («Мистецтво вмирати») моноопера для сопрано та фортепіано
- 1994 «Гагаку», балет за новелою А. Рюноске «Муки пекла» для камерного оркестру: 38'

### Для симфонічного оркестру
- 2022 "Nova" для симфонічного оркестру
- 2020 "Didu" для симфонічного оркестру
- 2006 «Null» для симфонічного оркестру: 18'
- 2004 «Nenia» для скрипки соло та симфонічного оркестру: 13'
- 2004 «ONO» для симфонічного оркестру: 17'
- 2003 Симфонія № 3 («Біле поховання»), версія для симфонічного оркестру: 14'
- 1993 «Трансформа», диптих для ансамблю солістів та симфонічного оркестру: 31'
- 1992 «Langsam» для симфонічного оркестру (ред. 2009): 18'
- 1990 Симфонія № 2 («Приношення Брукнеру»): 20'
- 1988 Симфонія № 1 (ред. 2008): 20'

### Для хору (голосу) та оркестру
- 2020 "Моління тепле" версія для голосу та струнних
- 2016 «Poverty" для голосів та камерного оркестру на вірші З.Міркіної
- 2016 "Софія" для сопрано, хору та камерного оркестру на канонічний текст
- 2015-16 "Заколисування Землі" камерна симфонія для солістів, струнних, співаючих чаш та каміння
- 2014-16 "Чотири сонця" для сопрано та камерного оркестру на вірші Арнольда Сперша
- 2014 «Мартиролог», вокаліз для голосу та струнних
- 2014 «Таючий голос» на вірші Дж.Мільтона, версія для імпровізуючого голосу, флейти та струнних
- 2009 «Ode an die Freude», кантата на вірші Ф. Шиллера для сопрано соло, мішаного хору та симфонічного оркестру: 12'
- 2009 «Credo» на канонічний текст, версія для мішаного хору та симфонічного оркестру: 10'
- 2008 «Музика літа», камерна кантата на вірші Й. Бродського для скрипки соло, дитячого хору та струнних: 12’
- 2006 «No man is an Island», камерна кантата на текст Д. Донна для мецо-сопрано (жіночого хору), струнних і фортепіано: 14'
- 2002 «Слово» на текст Симеона Нового Богослова для сопрано, мішаного хору та симфонічного оркестру: 16'
- 2002 «Тобою радується» на канонічній текст для мішаного хору та камерного оркестру: 8’
- 1995 «Світе тихий», камерна кантата на канонічний текст для сопрано, мішаного хору та камерного оркестру: 12'
- 1994 «Ода Горація», камерна кантата на текст Квінта Горація Флакка для контратенора (альта), камерного хору та камерного оркестру: 12'
- 1994 «Одинадцять рядків з Гленвіла», камерна кантата на текст Д. Гленвіла для голосу, мішаного хору та камерного ансамблю: 11'
- 1991 «Klage II», камерна кантата на вірші Р. М. Рільке для сопрано та камерного оркестру: 5'
- 1986–1993 «Missa-simphonia» на канонічні тексти для дитячого хору та камерного оркестру (ред. 2009): 35'

### Для мішаного хору a cappella
- 2022 «Псалом Давидів 50» для солістів та мішаного хору на канонічний текст(латиною): 12'
- 2022 «Ave Maria» для сопрано соло і мішаного хору (латиною)
- 2022 «Псалом Давидів 1 » для солістів і хору (латиною)

- 2022 «Псалом Давидів 91 » для солістів і двох хорів (латиною)
- 2022 «Псалом Давидів 90 » для солістів і двох хорів(українською мовою)
- 2021 «Псалом Давидів 22 » версія для солістів і  двох хорів (українською мовою)
- 2020 «Псалом Давидів 3 » для солістів і двох хорів(українською мовою)
- 2019 «Псалом Давидів 2 » для солістів і двох хорів(українською мовою)
- 2018 «Псалом Давидів 1 » для солістів і хору (українською мовою)
- 2016 «Світлі піснеспіви», хорова симфонія на канонічні тексти для солістів та мішаного хору: 45' (українською мовою)
- 2013 «Літургія Іоанна Златоуста» для солістів та мішаного хору на канонічний текст (українською мовою)
- 2010 «Приношення Аліпію Печерському» на канонічний текст: 3'
- 2010 «Боговибраний полче» на канонічний текст: 4'
- 2009 «Христос воскресе», цикл на канонічний текст: 10'
- 2009 «Кондак Різдву II» («Діва днесь») на канонічний текст: 2'
- 2008 «Вірую» на канонічний текст для двох мішаних хорів: 7’
- 2007 «Dio laudemo» на текст з «Божественної комедії» Данте Аліг'єрі: 8’  (латиною)
- 2006 Тропар храму на честь ікони Божої Матері «Живоносне джерело»: 2’
- 2005 «Молитва св. Єфрема Сирина»: 3'
- 2004 «Кондак Різдву» («Діва днесь») на канонічний текст для альта і мішаного хору: 4'
- 2003 «До ріки безодню» на канонічний текст: 5'
- 2003 «Матір Світла», триптих на канонічні тексти: 8'
- 2003 «Заповіді блаженства» на канонічний текст: 6'
- 2003 «Приношення Пярту», триптих на канонічні тексти: 20’
- 2001 «Ангел звістив» на канонічний текст для сопрано та мішаного хору: 5'
- 2000 «Псалом Давида 50» на канонічний текст(українською мовою): 12'
- 1997 «Молитви за живих» на канонічний текст: 6'
- 1985 «Вітер з гаєм розмовляє» на вірші Т. Шевченка: 7'

### Для жіночого хору a cappella
- 2013 "Літургія Іоанна Золотоуста" на канонічний текст
- 2013 "Вечірній спів" на канонічний текст
- 2013 «Всіх ангелів воїнства» на канонічний текст
- 2012 "Пісня св. Силуана" на текст Силуана Афонського
- 2009 "Простоспів"  в 9-ти частинах на канонічні тексти
- 2008 «Пісня тиші» на текст О. Чистої: 1’
- 2007 «Стихира Пасхи» на канонічний текст для сопрано та жіночого хору: 2’
- 2007 «Величання Різдва» на канонічний текст: 3’
- 2007 «Тропар Різдва» на канонічний текст: 4’
- 2007 «Моління тепле» на канонічний текст для сопрано та жіночого хору: 4’
- 2005 «Молитва св. Силуана» для сопрано та жіночого хору: 3’
- 2005 «Пресвята Тройце» на канонічний текст для сопрано та жіночого хору: 3'
- 2002 «Сольфеджіо»: 1'
- 2001 «Псалом Давида 22» на канонічний текст для сопрано та жіночого хору: 7'
- 2001 «Богородичні піснеспіви», триптих на канонічні тексти для сопрано та жіночого хору: 8’
- 1998 «Піснеспіви», цикл на канонічні тексти для сопрано та жіночого хору: 20'
- 1996 «Сугрєвушка» на народний текст для сопрано та жіночого хору: 8'

### Для чоловічого хору a cappella
- 2001 «Слово Симеона» на текст Симеона Нового Богослова (версія для чоловічого хору): 10’
- 1999 «Чоловічі піснеспіви», цикл на канонічні тексти для тенора (хлопчика) та чоловічого хору: 14’

### Для дитячого хору a cappella
- 2002 «Вечірній спів», диптих на канонічні тексти для хору хлопчиків: 3'
- 2000 «Золото з неба» на вірші А. Фета: 1’
- 1999 «Херувимська», триптих на канонічні тексти: 6'
- 1991 «Маленькі колискові», триптих на народні тексти: 6'

### Для камерного оркестру
- 2022 "Passacaglia" for Violino and Strings
- 2021 "Дзеркало, Сни або Маленьке життя", балет для камерного оркестру
- 2021 "Душа" для скрипки соло та камерного оркестру
- 2019 "Зимова казка" для камерного оркестру
- 2014 «Маргіналії» для камерного оркестру
- 2009 «Послання одній простій людині» для скрипки (флейти), вібрафону та струнних
- 2008 «Капричіо для Джона Бальцера» для фагота і струнних: 13’
- 2006 «Пьета» для скрипки соло та струнних: 12'
- 2006 «Колискова для сплячого» для вібрафона (фортепіано) та струнних (ред. 2010): 7’
- 2006 «Nenia» (версія для скрипки соло та струнних): 15'
- 2005–2006 «Цвіркун у темряві» для флейти, кларнета і струнних: 9’
- 2005 «Теплий вітер» для вібрафона (скрипки й вібрафона) та струнних: 3'
- 2002 «Біле поховання» для гобоя та струнних: 14'
- 1994 «Langsam» (версія для струнних): 16'
- 1991 «Anthem» для струнних, фортепіано та дзвонів: 7'
- 1986 «Птах Рухх» музика для флейти, струнних та ударних: 11'

### Камерні ансамблі
- 2022 "Amapola" для скрипки, віолончелі та фортепіано (присвячення Гідону Кремеру)
- 2021 "Сімург" версія для 2-х фортепіано
- 2020 "Ослики" версія для голосу та камерного ансамблю
- 2020 "Етер" для голосу, віолончелі та фортепіано
- 2020 "Метта" версія для скрипки та гітари
- 2020 "Проповідь рибам" для фортепіано та камерного ансамблю (+ версія для голосу)
- 2019-20 "Танка" для віолончелі та фортепіано
- 2011-19 "Ходіння по водах" для фортепіано та камерного ансамблю
- 2017-19 "Angelsang" для 2х скрипок та фортепіано
- 2004-19 «Підземні птахи», сюїта на власний текст для маримби, голосу та гобою
- 2017 "Музика для Темо" для камерного ансамблю
- 2017 «Теплий вітер» (версія для 2х клавесинів)
- 2016 "Посмішка серафима" для флейти та камерного ансамблю
- 2013 « Poverty » версія для двох голосів та камерного ансамблю на вірші З.Міркіної
- 2013 «Ходіння по водах» для струнного квартету
- 2013 «Сліпа рука 2» для співаючого баяна і свистячого терменвоксу (або віолончелі)
- 2013 "In Hannover" для голосу та камерного ансамблю
- 2012 «Poverty » для хору гітар на вірші З.Міркіної
- 2012 «Abbitte» (Спокута) для голосу, кларнета, акордеона та віолончелі на вірші Ф.Гельдерліна
- 2011 «Liebesbotschaft» (Приношення Шуберту) для скрипки та фортепіано: 9'
- 2010 «Гольфстрім» для скрипки і віолончелі (двох віолончелей): 4'
- 2008 «Пісенька ніколи не закінчується» для 2-х клавесинів: 4’
- 2007 «Магічний квадрат» для флейти, кларнета, скрипки, альта, віолончелі та фортепіано: 3’
- 2006 «Сліпа рука» для флейти та гітари: 8'
- 2005 «Голос» для 2-х віолончелей: 8'
- 2005 «Тут», вокальний цикл на вірші Г. Айгі для сопрано, скрипки та фортепіано: 4'
- 2004 «Підземні птахи», сюїта на власний текст для лютні-теорбо, сопрано та англійського ріжка: 10'
- 2002 «Пісні непорочності», вокальний цикл на вірші В. Блейка для сопрано, акордеона та кларнета: 13'
- 2000 «Симург-квінтет» для 2-х скрипок, альта, віолончелі та фортепіано: 15'
- 1999 «Ехос», весела драма на власний текст для сопрано, скрипки, акордеона та фортепіано: 6'
- 1998 «Містерія» у 3-х частинах для фортепіано, тромбона, контрабаса та вібрафона: 9'
- 1995 «Епіфанія» на власний текст для сопрано та камерного ансамблю: 10'
- 1995 «Чарівний песик Пті-Крю» для вільного складу виконавців та магнітної стрічки: 7'
- 1994 «Klage III» на вірші Р. М. Рільке для сопрано, флейти і фортепіанного квінтету: 4'
- 1994 Сцена з «Гамлета» на текст В. Шекспіра (версія для сопрано, скрипки, тромбона і фортепіано): 5'
- 1993 «Прогулянки у пустоті» для флейти, кларнета, скрипки, віолончелі, фортепіано та ударних: 15'
- 1989 Тріо «5×3» для флейти, скрипки і фортепіано: 7'

### Для голосу та фортепіано (іншого інструменту)
- 2020 "Етер" для голосу, віолончелі та фортепіано
- 2014 «Бідні люди» для сопрано та фортепіано на вірші О. Седакової
- 2013 «Ніжніше ніжного» для сопрано та фортепіано на вірші О. Мандельштама
- 2012 «Abbitte» (Спокута) для голосу та фортепіано Ф.Гельдерліна
- 2012-1982 «Ars Amandi» («Мистецтво любити») для сопрано та фортепіано на вірші О.Мандельштама, А.Фета, св. Силуана Афонського, М. Арнолда
- 2012–1983 «Ars moriendi» (22 монологи про смерть), для сопрано і фортепіано на вірші Кобаясі Ісси, В.Шекспіра, Л.Керрола, О.Шварц,

Е.Дікінсон, Р. М. Рільке, Г.Майрінка, О.Вінера, Й. Бродського, І.Губаренко, Дж. Голсуорсі
- 2008 «No man is an Island» на текст Д. Донна (версія для сопрано та фортепіано): 14'
- 2007 «Довіри океан» на вірші М. Арнолда для сопрано та фортепіано: 8’
- 2003 «Псалом Силуана» на текст св. Силуана Афонського для сопрано та віолончелі (фортепіано): 11'
- 2000 «Слово Симеона» на текст Симеона Нового Богослова для сопрано та органа: 10'
- 1998 «Сяяла ніч» на вірші А. Фета для голосу та фортепіано: 8’
- 1995 «Зелені трав'яні зайчики» на вірші М. Воробйова для читця та фортепіано: 10'
- 1991 «Пісня» на вірші Й. Бродського для голосу та віолончелі (фортепіано): 6’
- 1989 Сцена з «Гамлета» на текст В. Шекспіра для сопрано та фортепіано: 5'
- 1988 «Klage I» на вірші Р. М. Рільке для сопрано та фортепіано: 4'
- 1983 «Silentium» на вірші О. Мандельштама для голосу та фортепіано: 8'
- 1982 «Бестіарій», сюїта на вірші Б. Заходера для голосу та фортепіано: 4'

### Для фортепіано
- 2021 "Сімург" версія для фортепіано
- 2021 «Маргіналії», цикл з 10-ти п'єс для фортепіано
- 2020 «Іскья. Острів» для фортепіано
- 2017 «NULL» для фортепіано
- 2011 «Вітрувіанська людина» для фортепіано
- 2011 Соната №2 «Quasi una Fantasia»
- 1999 Соната №1«Serene-соната» для фортепіано: 18'
- 1996 «Числа», цикл п'єс для фортепіано: 22'
- 1993 «Trivium»: 9'
- 1990 «Тремоло»: 7'
- 1982 «Пасакалія»: 4'

### Інструменти соло
- 2021 "Міро" для скрипки
- 2008 «Теплий вітер» (версія для маримби): 3’
- 2005 «Null» для баяна (органа): 9’

### Електроакустика
- 2004 «Кімнати будинку Турбіних», електроакустична інсталяція: 37’

### Авторські транскрипції
- 2012 Й. С. Бах. Гольдберг-варіації для скрипки, марімби, вибрафона, чембало та виолончелі
- 2012 Л. Ревуцький Струнний квартет N1 реконструкція для 2 скрипок, альта та виолончелі
- 2011 А. В'єтан. Duo brillant op.39 оркестрування для скрипки, віолончелі та камерного оркестру
- 2010 Й. С. Бах. Прелюдія і фуга № 14 fis-moll, ДТК II для скрипки, маримби, чембало та струнного оркестру (ансамблю)
- 2005 Г. І. Ф. Бібер. Sonata-Representativa для скрипки та струнних